# テトリス武闘外伝
『テトリス武闘外伝』（てとりすバトルがいでん）は、1993年12月24日にBPSより発売されたスーパーファミコン用落ち物パズルゲームである。パッケージでは『テトリスバトル外伝』とも表記される。

## 作品解説
落ち物パズル『テトリス』を対戦に特化させた作品となっており、常に対戦形式でのプレイとなるのが特徴。1人プレイでもコンピュータとの対戦となり、従来のような1人用のフィールドのみでプレイするモードは無い。
プレイヤーは8人（条件によっては10人）のキャラクターから選択してプレイする。各キャラクターは固有の「必殺技」を持っており、1人プレイ時は対戦するキャラクター同士での会話が表示されるなど、従来のテトリスよりもキャラクター性が強調された作りになっている。

## ルール
(出典)
基本ルールはテトリスと同様で、先にブロック（テトリミノ）をフィールド上中央まで積み上げた方の負けとなる。ラインを消した数だけ相手フィールドにブロックを送りつけることが出来る。
本作固有のシステムは以下の通り。
ネクストブロック（テトリミノ）の争奪
次に出るテトリミノは自分と相手とで共有する。中央に3手先までが表示されており、テトリミノを落下し終えた側に逐一供給されていく。
特殊ブロック
通常のテトリスには存在しない、以下の特殊ブロックが出現する。
クリスタルブロック
通常のテトリミノの形状の中に、一定間隔で黄色い玉（クリスタル）が埋まったブロックが現れる（出現頻度はオプションで調節可）。クリスタルブロックを含んだラインも通常のブロックと同様に揃えて消すことができるが、この時に消えたクリスタルブロックの数に応じてフィールドの端にある必殺技ゲージが溜まってゆき（最大で4つまで）、その数に応じた「必殺技」（後述）を発動可能な状態になる。
石化ブロック
特定の状況で現れるレンガ状の黒いブロック。1度揃えただけでは通常のブロックに変化するだけで消えない。
必殺技
クリスタルブロックを消してゲージが溜まった状態で十字キーの上を入れると、「必殺技」が発動する。必殺技は各キャラクターに4種類ずつ用意されており、発動時のゲージ数（レベル）によって発動する技が決まる。
なお、発動時には自分・相手共に落下操作中のテトリミノが消滅し、ネクストブロックは必ず発動側に供給される。
連鎖モード
オプションで選択できる、特殊なシステム。ラインを消した際、その上のブロックが下の隙間を詰めるように落下するようになる。これによって、連鎖的にラインが消え、結果、一気に5ライン以上が消える状況も生まれる。ただしクリスタルブロックのみこれに影響されず通常の法則で落ちるため、その上にあるブロックがひっかかりやすくなる。
これらのルールに関しては、オプションモードにて、クリスタルブロックの出現頻度、連鎖モードの有無のなどを設定可能。オプションモードではこの他にも、落下スピードの上昇頻度、必殺技のゲージ消費量、対戦本数なども細かく調整可能。

## キャラクター
プレイヤーが選択可能なキャラクターおよび必殺技を以下に記述する。通常プレイヤーが使用できるのは、ドラゴンとグランプリンセスを除いた8キャラのみで、2人対戦でのみ特定のコマンド入力によって左記の2キャラも使用可能となる。
効果が持続するタイプの必殺技の持続時間は、自分側への効果は自フィールドの、相手側への効果は相手フィールドのブロックの落下数に依存する。
ハロウィン
いたずらとお菓子が好きなカボチャの怪人。
| LV | 技名       | 内容 |
| -- | ---------- | --- |
| 1  | フライ     | 自フィールドの下3ラインを強制的に揃える。その際、クリスタルブロックはノーマルブロックに変化し、石化ブロックはそのまま残る。 |
| 2  | ダーク     | 3ブロック落下の間、相手フィールドを真っ暗にする。落下するブロックが照らすスポットライトの範囲のみ視認可能。                 |
| 3  | バンパイア | 相手側の溜まっているゲージをそっくり奪い取る。                                                                              |
| 4  | ボム       | 相手フィールドにランダムに無数の穴を開ける。                                                                                |
ミルルン
ウサギのような生き物。
| LV | 技名       | 内容                                                                                             |
| -- | ---------- | ------------------------------------------------------------------------------------------------ |
| 1  | ミルルン   | 自フィールドの下4ラインを消去する。                                                              |
| 2  | ハンテン   | 3ブロック落下の間、相手の入力操作を、コントローラーを上下逆にした状態に変化させる。              |
| 3  | ペンタリス | 相手フィールドを5ラインせり上げる。                                                              |
| 4  | スリトテ   | 相手フィールドの一番高いラインより下のブロックの有無を入れ替える。クリスタルブロックはそのまま。 |
シャーマン
大きな仮面で体をすっぽり覆う神官。
| LV | 技名     | 内容 |
| -- | -------- | --- |
| 1  | モーゼ   | 自フィールドのブロックを左右に詰め、中央を4列開ける。 開いた後は連鎖モードのようにブロックが落下する。                  |
| 2  | カイテン | 3ブロック落下の間、相手のブロックが回転および高速落下の操作時に高速連続回転する。                                       |
| 3  | ノロイ   | 5ブロック落下の間、相手フィールドの下から1ラインずつ石化ブロックをせり上げる。 また通常の送り込みも石化ブロックとなる。 |
| 4  | イノリ   | 他9キャラのLV4技をランダムで発動。対象もランダムのため、自分に攻撃技がかかることも。                                    |
アラジン
ランプの精を操る少年。
| LV | 技名       | 内容                                                                |
| -- | ---------- | ------------------------------------------------------------------- |
| 1  | シーソー   | 自フィールド下2ラインをそっくり相手フィールドに送り込む。           |
| 2  | シールド   | 自7ブロック落下の間、相手からの送り込みを無効化する。               |
| 3  | ファックス | 相手フィールドの状態を自フィールドと同一にする。                    |
| 4  | リモコン   | 2ブロック落下の間、相手の落下ブロックを自分が操作することができる。 |
プリンセス
姉を探す美しいお姫様。
| LV | 技名   | 内容 |
| -- | ------ | --- |
| 1  | ソル   | 自フィールドの任意（選択可能）の縦3列分を消し去る。 |
| 2  | ミラー | 一定ブロック落下の間、相手の必殺技の対象を逆にする（自分→相手、相手→自分）。 この技のみ自分のブロックが消えるだけで発動時の目立った演出もなく、技の発動が気づかれにくくなっている。 |
| 3  | マヒ   | 3ブロック落下の間、相手の操作ブロックを回転できなくする。 |
| 4  | コピー | 自フィールドの状態を相手フィールドと同一にする。 |
ビット
5人組の小人たち。
| LV | 技名         | 内容 |
| -- | ------------ | --- |
| 1  | スターダスト | 上から落ちてくる星が落ちた所の横一ラインを消してゆく。 星の数は多いが落ちる場所がランダムで、ブロックがない場所に落ちることも。 |
| 2  | フィーバー   | 10ブロック落下の間、自分・相手共に発動時と同じブロックが出現し続ける。                                                          |
| 3  | ギャング     | 相手のフィールドにあるクリスタルブロックを奪う。奪った箇所は穴になる。                                                          |
| 4  | マンボ       | 相手フィールドが上下に波打つ。場合によってはそれによってラインが揃うことも。                                                    |
ニンジャ
カエルにされた恋人の呪いを解くために戦う若者。
| LV | 技名       | 内容                                                                                             |
| -- | ---------- | ------------------------------------------------------------------------------------------------ |
| 1  | ヨセ       | 自フィールドのブロックを1P左側/2P右側に寄せ、隙間を詰める。LV1の技で唯一ブロックの数が減らない。 |
| 2  | マヤカシ   | 5ブロック落下の間、相手の獲得したネクストブロックと異なるブロックを落下させる。                  |
| 3  | ダイナシ   | 相手フィールドに蜘蛛の巣が張られ、5ブロック落下の間、ラインを消してもブロックが落下しなくなる。  |
| 4  | メデューサ | 相手フィールドのブロックを全て石化ブロックにする。クリスタルブロックはそのまま。                 |
オオカミオトコ
三度笠に股旅姿の狼男。BGMは「必殺シリーズ」風の曲。
| LV | 技名     | 内容 |
| -- | -------- | --- |
| 1  | カット   | 自フィールドの一番上から4ラインを消去する。                                                                                                 |
| 2  | ヌー     | 3ブロック落下の間、相手のドロップ速度を最低にし、高速落下も不可能にする。                                                                   |
| 3  | ナカヨシ | 自7ブロック落下の間、相手がラインを消すと自フィールドも同じライン数だけ消える（送り込みも無効化）。                                         |
| 4  | ドトン   | 自4ブロック落下の間、どこか1ライン以上消すだけで全てのブロックが連鎖するようになる。 ただしクリスタルは普通の連鎖モードと同じでひっかかる。 |
ドラゴン
1人用での中ボス。缶ジュースを持った竜。2人用では特定の操作で使用可能。
| LV | 技名       | 内容                                                                          |
| -- | ---------- | ----------------------------------------------------------------------------- |
| 1  | プレス     | 自フィールドを中央に寄せた後、下3ラインを消去する。                           |
| 2  | セレクト   | 4ブロック落下の間、自分の落下ブロックをL/Rで任意の種類に変化できる。          |
| 3  | ルーレット | 発動時に相手の入力操作をランダムに入れ替え、3ブロック落下の間その操作になる。 |
| 4  | チェンジ   | お互いのフィールドを入れ替える。                                              |
グランプリンセス
通称グラプリ。1人用での最終ボス。プリンセスの姉で、ドラゴンを尻に敷いている。BGMはMAXIMIZORの「Can't Undo This!!」に似た曲調。ドラゴン同様、2人用でも特定の操作で使用可能。
| LV | 技名           | 内容 |
| -- | -------------- | --- |
| 1  | ハイパーフライ | 自フィールドの下4ラインを強制的に揃える。クリスタルブロックはそのまま残り、石化ブロックはノーマルブロックに変化する。 |
| 2  | リバース       | 4ブロック落下の間、相手の左右移動・回転が逆になる。                                                                   |
| 3  | ダブルス       | 自7ブロック落下の間、ラインを消した時の相手への送り込みライン数が2倍になる。                                          |
| 4  | クリアー       | 自フィールドのブロック全てを消去する。                                                                                |

## 移植版
| No. | タイトル       | 発売日             | 対応機種                                                                     | 開発元          | 発売元          | メディア     | 型式 | 備考 |
| --- | -------------- | ------------------ | ---------------------------------------------------------------------------- | --------------- | --------------- | ------------ | ---- | ---- |
| 1   | Tetris Forever | INT 2024年11月12日 | Nintendo Switch PlayStation 4 PlayStation 5 Xbox One Xbox Series X/S Windows | Digital Eclipse | Digital Eclipse | ダウンロード | -    |      |